# Gürbetal-Bern-Schwarzenburg-Bahn
Die Gürbetal-Bern-Schwarzenburg-Bahn (GBS) war eine schweizerische Eisenbahngesellschaft.
Die GBS entstand am 1. Januar 1944 aus der Fusion der Gürbetalbahn mit der 1901 gegründeten Bern-Schwarzenburg-Bahn.
Von der Gürbetalbahn wurde die am 14. August 1901 eröffnete Bahnstrecke Bern–Belp–Thun und von der Bern-Schwarzenburg-Bahn die davon abzweigende am 1. Juni 1907 eröffnete Bahnstrecke Bern Fischermätteli–Schwarzenburg übernommen. Der elektrische Betrieb wurde 1920 eingeführt.
Im Juni 1997 fusionierte die GBS zusammen mit der Spiez-Erlenbach-Zweisimmen-Bahn, der Bern-Neuenburg-Bahn und der Berner Alpenbahn-Gesellschaft Bern–Lötschberg–Simplon (BLS) zur BLS Lötschbergbahn, welche sich im Jahre 2006 ihrerseits mit dem Regionalverkehr Mittelland zur BLS AG zusammenschloss.
Heute wird die Infrastruktur der GBS von den Linien S3, S31, S4 und S44 sowie S6 der S-Bahn Bern benutzt.